# Őrihodos község
Őrihodos község (szlovén nyelven Občina Hodoš) Szlovénia 219 alapfokú közigazgatási egységének, azaz községének egyike, központja Őrihodos. Lakosainak száma 355 fő (2020. július 1.).
Ez a község azon kettő egyike Szlovéniában, amelynek magyar többségű lakossága van; a másik Dobronak. A községhez Őrihodos mellett még Kapornak (Krplivnik) település tartozik.

## Története
A község településeinek, Őrihodosról és Kapornakról a középkorban adományozó levelek tesznek említést. A mezőgazdaság, fakitermelés mellett kisipari és kereskedelmi tevékenység zajlott itt. A 16. században megjelent az egész Őrségre jellemző fazekasság is. A 17. században szabókról is említést tesznek a források. Szőlőtermesztéssel is próbálkoztak.
Őrihodos 1945-ig az Őrvidék közigazgatási és gazdasági központja volt. Itt működött a határőr-igazgatóság.  a tűzoltó parancsnokság, a csendőrség, a bank, az általános iskola, a mészárszék, a vadászegylet, a bábaasszony-képző, az egyházi központ is.
A szlovén közigazgatás keretén belül Hodos község 1999. január elsején alakult meg; 18,10 km² területével, 360 lakosával Szlovénia legkisebb önkormányzatai közé tartozik. Két település tartozik hozzá, Őrihodos és Kapornak, valamint a Kapornak részét képező Domaföld.
A 2000-es évek elején sok fejlesztésre került sor: többek között minden házhoz korszerű út vezet, megépült a vízvezeték- és a csatornahálózat, kultúrház és tűzoltóállomás épült.
A községben található a Muravidék egyik legrégebbi, 1958 óta működő óvodája.  Az első három osztályt befogadó kihelyezett iskola a pártosfalvi központi iskolához tartozik.

## Lakosságának összetétele
Lakosság anyanyelv szerint, 2002-es népszámlálás
magyar 190 (53,37%)
szlovén: 144 (40,45%)
egyéb: 22 (6,18%)
Összesen: 356

## Népesség
| Lakosok száma | 325  | 320  | 320  | 382  | 362  | 369  | 372  | 366  | 358  | 355  |
|               | 2008 | 2009 | 2011 | 2012 | 2013 | 2015 | 2016 | 2017 | 2019 | 2020 |